# Du hast den Farbfilm vergessen
Du hast den Farbfilm vergessen (Je bent het kleurenfotorolletje vergeten) was een hit die in 1974 werd gecomponeerd door Michael Heubach. De tekst is geschreven door Kurt Demmler. Nina Hagen voerde het nummer uit met de Automobil-groep. Het was haar grootste hit in de DDR.

## Ontstaansgeschiedenis
In 1974 werd de toen 19-jarige Nina Hagen ingehuurd als leadzangeres door de rockband Automobil. Hun toetsenist Michael Heubach was ook de componist van de groep. De hit "Du hast den Farbfilm vergessen" is ontstaan door improvisatie op de piano. De teksten zijn geschreven door Kurt Demmler, die tot dan toe vooral rocknummers had gecomponeerd. Demmler's eerste versie, die de band afwees, was zoiets als "Kom op, ga met mij naar de bergen".
Het lied werd opgenomen in het Berlijnse radiostation Nalepastraße. In dezelfde tijd schreef de band de hit "Wat is er gepland" (in het Duits Was denn vorgesehen) maar de DDR Radio koos voor Du Hast den Farbfilm vergessen.
Het nummer werd in 1974 uitgebracht door het staatsplatenlabel Amiga als single samen met Wenn ich denk an dich .  Het bereikte topplaatsen in hitparades en stond in 1975 op plaats 40 in de jaarlijkse DDR- hitparade. De schrijver Michael Heubach ontving voor de compositie ongeveer 10.000 Oost-Duitse mark en 500 West-Duitse mark.

## Muziek en tekst
Het nummer bestaat uit een intro en twee coupletten, elk gevolgd door het refrein. In de singleversie duurt het nummer 3:00 minuten.
In het stuk viert Nina Hagen een vakantie op het Oostzee-eiland Hiddensee met haar partner "Micha", ook wel "Michael". Ze is boos omdat hij de vakantiegebeurtenissen alleen in zwart-wit kan fotograferen omdat hij geen kleurenfotorolletje bij zich heeft. Zelfs als ze, na afloop van de vakantie, het fotoalbum bekijkt, toont ze haar woede en dreigt ze Micha opnieuw om hem te verlaten. Volgens een interview met Michael Heubach verwees de tekst van de "Micha" die in het lied wordt genoemd waarschijnlijk naar hem, omdat hij destijds een relatie met Nina had. De tekst is verder fictief, hij en Nina zijn nog nooit in Hiddensee geweest.
Tegenover de boze tekst staat de vrolijke muziek, waarin naast de aanvankelijk dominante piano, saxofoon en tuba te horen zijn en waarin kleine en grote passages elkaar afwisselen. Hagen zingt het lied met een sterke, jeugdige en pruilende stem.
Volgens Hagens autobiografie Confessions (2010) is de tekst van het lied een toespeling op de schaarste en beperkt aanbod aan (luxe) goederen in de DDR. Hier door was het niet altijd en overal mogelijk was om een vervanging te krijgen voor een vergeten kleurenfotorolletje bijvoorbeeld. Hagen zelf zag in het lied een ironische uitspraak over het grijze alledaagse leven van de DDR.

## Afscheid Merkel
Ter ere van het afscheid  van Bondskanselier Angela Merkel werd op 2 december 2021 een taptoe (Duits: Großer Zapfenstreich) gehouden. De Bondskanselier mocht drie nummers uitkiezen een daarvan was dit nummer. Het kostte de militaire kapel van de Bundeswehr behoorlijk wat moeite om dit popnummer te arrangeren en te repeteren. Waarom Merkel juist dit lied koos, weet niemand. Zij noch haar woordvoerder hebben de keuze toegelicht.
De hernieuwde aandacht voor dit lied zorgde ervoor dat het op 10 december 2021 op de zesde plaats stond in de Duitse single trend hitlijst.
- MusicBrainz work: 6b248d53-bf65-30b6-8270-d919b956983a